# John Rimmer
John Rimmer (né le 27 avril 1878 à Ormskirk - mort le 6 juin 1962) est un ancien athlète britannique. 

## Palmarès

### Jeux olympiques d'été
- Athlétisme aux Jeux olympiques de 1900 à Paris,  France
  -  Médaille d'or sur 4 000 m steeple
  -  Médaille d'or sur 5 000 m par équipes